# Mbatshi Elias
Mbatshi Chida Elias (ur. 10 lipca 1995 w Mahalapye) – botswański piłkarz grający na pozycji napastnika w klubie Township Rollers.

## Kariera klubowa

### TAFIC FC
Elias grał w TAFIC FC do 2019 roku.

### Orapa United FC
Elias grał w Orapa United FC od sezonu 2019/2020, w którym strzelił 9 goli. W sezonie 2022/2023 zdobył z nimi Puchar Botswany.

### Township Rollers
Elias przeszedł do Township Rollers 3 lutego 2023.

## Kariera reprezentacyjna
| Mecze i gole w reprezentacji | Mecze i gole w reprezentacji | Mecze i gole w reprezentacji | Mecze i gole w reprezentacji | Mecze i gole w reprezentacji | Mecze i gole w reprezentacji | Mecze i gole w reprezentacji | Mecze i gole w reprezentacji              |
| Botswana                     | Botswana                     | Botswana                     | Botswana                     | Botswana                     | Botswana                     | Botswana                     | Botswana                                  |
| Lp.                          | Data                         | Miejsce                      | Gospodarz                    | Gość                         | Wynik                        | Gol                          | Rozgrywki                                 |
| ---------------------------- | ---------------------------- | ---------------------------- | ---------------------------- | ---------------------------- | ---------------------------- | ---------------------------- | ----------------------------------------- |
| 1.                           | 26.07.2019                   | Francistown                  | Botswana                     | Zambia                       | 0:0                          |                              | Mistrzostwa Narodów Afryki 2020           |
| 2.                           | 03.08.2019                   | Lusaka                       | Zambia                       | Botswana                     | 3:2                          |                              | Mistrzostwa Narodów Afryki 2020           |
| 3.                           | 12.11.2020                   | Lusaka                       | Zambia                       | Botswana                     | 2:1                          |                              | Puchar Narodów Afryki 2021 – kwalifikacje |
| 4.                           | 06.07.2021                   | Gqeberha                     | Południowa Afryka            | Botswana                     | 1:0                          |                              | Puchar COSAFA 2021                        |
| 5.                           | 10.07.2021                   | Gqeberha                     | Botswana                     | Lesotho                      | 4:0                          |                              | Puchar COSAFA 2021                        |
| 6.                           | 13.07.2021                   | Gqeberha                     | Zambia                       | Botswana                     | 2:1                          |                              | Puchar COSAFA 2021                        |
| 7.                           | 14.07.2021                   | Gqeberha                     | Eswatini                     | Botswana                     | 1:1                          |                              | Puchar COSAFA 2021                        |
| 8.                           | 27.08.2022                   | Francistown                  | Botswana                     | Madagaskar                   | 0:0                          |                              | Mistrzostwa Narodów Afryki 2022           |
| 9.                           | 02.09.2022                   | Antananarywa                 | Madagaskar                   | Botswana                     | 0:1                          |                              | Mistrzostwa Narodów Afryki 2022           |
| 10.                          | 24.03.2023                   | Malabo                       | Gwinea Równikowa             | Botswana                     | 1:1                          |                              | Puchar Narodów Afryki 2023 – kwalifikacje |
| 11.                          | 28.03.2023                   | Francistown                  | Botswana                     | Gwinea Równikowa             | 2:3                          | Gol                          | Puchar Narodów Afryki 2023 – kwalifikacje |